# Kułygi
Kułygi [pronunciación en polaco: /kuˈwɨɡi/] es un pueblo ubicado en el distrito administrativo de Gmina Siemiatycze, dentro del Condado de Siemiatycze, Voivodato de Podlaquia, en el norte de Polonia oriental. Se encuentra aproximadamente a 8 kilómetros al noroeste de Sieatycze y a 75 kilómetros al sur de la capital regional Bialystok.